# ژاکلین الکس
ژاکلین الکس (به انگلیسی: Jacqueline Alex) (زادهٔ ۱ دسامبر ۱۹۶۵) شناگر اهل آلمان است.